# Monte Caseros
Monte Caseros és una ciutat de l'Argentina ubicada al sud-est de la província de Corrientes, on és capçalera del departament homònim. Dista 402 quilòmetres de la capital de la província. El municipi comprèn l'illa Itacumbú.
Enfront de la ciutat argentina de Monte Caseros es troba Bella Unión (ciutat del departament d'Artigas, Uruguai) i al nord-est la localitat brasilera, des de 1852, de Barra do Quaraí.
Aquestes tres ciutats formen un trifini internacional de potencial econòmic i turístic.